# 許瑞峰
許瑞峰（1984年7月5日—）是台灣的漫畫家，擅長少年漫畫。
- 臺中市漫畫從業人員職業工會第三屆理事長。
- 臺中市漫畫從業人員職業工會理事。
- 赫綵設計學院漫畫科講師。
- 大明高中潭子藝術校區 漫畫講師
- 角川國際動漫教育漫畫科講師。
- 東立出版社 連載漫畫家
- 青文出版社 連載漫畫家
- 尖端出版社 連載漫畫家
- LEVEL X勇者工作室漫畫家。

## 獲獎經歷
- 東立第十二屆新人獎－入圍／（2002）
- 東立第九屆短篇漫畫賞／（2005）
- 東立第十屆短篇漫畫賞／（2006）
- 96年行政院新聞局劇情漫畫獎／（2006）
- 第一屆金漫獎最佳少年漫畫獎－入圍／（2010）
- 大陸第七屆金龍獎少年漫畫提名／（2010）
- 大陸第八屆金龍獎少年漫畫提名／（2011）
- 尖端出版漫畫之星入選／（2012）
- 新北市動漫畫競賽 原創漫畫第二名－團體／（2014）

## 作品
- 《板SKATE》（2008）(全)／東立出版社
- 《殭屍獵人》（2009）(全)／東立出版社
- 《穿越變蘿莉》（2013-2014）1-3(全)／銘顯文化
- 《龍騎兵的防禦工事》（2013-2016）1-2(全)／尖端出版
- 《用漫畫攻略三國的正確方法》（2015）1-4(全)／青文出版社
- 《絕世劍神》（2018～2019）1-62話／漫畫島
- 《咦！我在女校當魔女？》（2020）（1—）／角川國際動漫
- 《金柑俠》（2020）／角川國際動漫
- 《許瑞峰老師作品集》（2020）(全)／青文出版社
- 《碁幻傳說》（2020）(1—)／青文出版社
- 《妖怪調和者》（2021—）（1—4）(全)／東立出版社

## 外部連結
- 許瑞峰| Facebook （页面存档备份，存于）
- 許瑞峰的漫畫世界| Facebook （页面存档备份，存于）
- 漫畫路上的單純與熱血 許瑞峰老師的故事 - 臺灣漫畫資訊服務網
- 萌咩誌| 《2016新北漫玩藝》特展＠府中15 漫畫結合科技的展現 （页面存档备份，存于）